# Radio Tarqui
Radio Tarqui fue una estación de radio que operó en la ciudad de Quito, Ecuador, en el dial 990 en amplitud modulada, que inició sus emisiones el 27 de febrero de 1955 y dejó de transmitir el 30 de octubre de 2015, desde sus estudios ubicados en las calles García Moreno 1315 y Olmedo, en el centro de Quito.

## Historia
La emisora fue fundada en 1955 por Gustavo Herdoiza, quien también fuera alcalde de Quito entre 1984 y 1988. Durante la época de mayor recepción de la radio, entre los años 60 y 70, se dedicó a la difusión de noticieros, transmisiones deportivas, espectáculos en vivo y programas de humor, además del tradicional Apagón de fin de año, que cada 31 de diciembre desde las 23h45 acompañaba a la víspera de año nuevo, con un resumen dramático-informativo de los sucesos del año por terminar.
Entre los periodistas y locutores que formaron parte del staff de radio Tarqui se encuentran Wilson Robalino, José Granizo, Walvin Vargas Acosta, Raúl Muñoz, Eduardo Mosquera, Jorge Carrera, Carlos Rodríguez Coll, Carlos Efraín Machado, Fabián Gallardo, Patricio Díaz, Mauro Ferrín y otros.
Aunque se insinuó en un principio que la emisora volvería tras el concurso de frecuencias convocado por el Gobierno de Rafael Correa Delgado, a quien gran parte de la opinión pública responsabilizó inicialmente por el cierre de radio Tarqui, Arcotel aclaró después que la decisión de los directivos de la emisora se debió al descenso de sintonía de las radios populares de amplitud modulada de la ciudad de Quito.